# Smuglianka
Smuglianka (în rusă Смуглянка), cunoscut și sub titlul de Smuglianka Moldovanka (tradus în română drept Oacheșa moldoveancă), este un cântec sovietic scris în 1940 de Iakov Șvedov (versuri) și Anatoli Novikov (muzica). Acesta a fost compus la ordinele Districtului Militar Kiev, ca parte a unei suite în memoria revoluționarului sovietic Grigore Cotovschi. Melodia a fost compusă în stilul muzicii populare moldovenești. 
Versurile sunt despre un tănăr care, în timpul războiului civil rus, întâlnește o fată care culegea struguri și pe care încearcă să o seducă. Fata mărturisește că este partizană comunistă și astfel îl convinge și pe el să se alăture cauzei comuniste. 
Cântecul Smuglianka a fost prezentat în RSS Moldovenească ca fiind imnul partizanilor sovietici din Al Doilea Război Mondial. Cu toate acestea, din cei 3 mii de partizani care au luptat pe teritoriul Moldovei, puțini erau etnici moldoveni/români. 
Câteva interpetări cunoscute ale melodiei sunt cele ale Corului Armatei Roșii, Sofiei Rotaru, Iosif Kobzon, Nadejda Cepraga și Zdob și Zdub.

## Versuri (rusă și engleză)
| Как-то летом, на рассвете, Заглянул в соседний сад. Там смуглянка-молдаванка Собирает виноград. Я краснею, я бледнею, Захотелось вдруг сказать: — Станем над рекою Зорьки летние встречать! Припев × 2: Раскудрявый клён зелёный – лист резной. Я влюблённый и смущённый пред тобой. Клён зелёный, да клён кудрявый, Да раскудрявый, резной! А смуглянка-молдаванка Отвечала парню в лад: — Партизанский, молдаванский Собираем мы отряд. Нынче рано партизаны Дом покинули родной. Ждёт тебя дорога К партизанам в лес густой. Припев × 2: Раскудрявый клён зелёный – лист резной. Здесь у клёна мы расстанемся с тобой. Клён зелёный, да клён кудрявый, Да раскудрявый, резной! И смуглянка-молдаванка По тропинке в лес ушла. В том обиду я увидел, Что с собой не позвала. О смуглянке-молдаванке Часто думал по ночам … Вдруг свою смуглянку Я в отряде повстречал! Припев × 2: Раскудрявый клён зелёный – лист резной. Здравствуй, парень, мой хороший, мой родной! Клён зелёный, да клён кудрявый, Да раскудрявый, резной! | Kak-to letom, na rassvete, Zagljanul v sosednij sad. Tam smugljanka-moldavanka Sobirajet vinograd. Ja krasneju, ja bledneju, Zahotelos' vdrug skazat': — Stanem nad rekoju Zor'ki letnije vstrečat'! Pripev × 2: Raskudrjavyj kljon zeljonyj – list reznoj. Ja vljubljonnyj i smuščjonnyj pred toboj. Kljon zeljonyj, da kljon kudrjavyj, Da raskudrjavyj, reznoj! A smugljanka-moldavanka Otvečala parnju v lad: — Partizanskij, moldavanskij Sobirajem my otrjad. Nynče rano partizany Dom pokinuli rodnoj. ždjot tebja doroga K partizanam v les gustoj. Pripev × 2: Raskudrjavyj kljon zeljonyj – list reznoj. Zdes' u kljona my rasstanemsja s toboj. Kljon zeljonyj, da kljon kudrjavyj, Da raskudrjavyj, reznoj! I smugljanka-moldavanka Po tropinke v les ušla. V tom obidu ja uvidel, Čto s soboj ne pozvala. O smugljanke-moldavanke Často dumal po nočam ... Vdrug svoju smugljanku Ja v otrjade povstrečal! Pripev × 2: Raskudrjavyj kljon zeljonyj – list reznoj. Zdravstvuj, paren', moj horošij, moj rodnoj! Kljon zeljonyj, da kljon kudrjavyj, Da raskudrjavyj, reznoj! | Once a summer, at dawn, I glanced at the next garden. There a swarthy woman, a Moldovan was picking grapes. I blushed, I grew pale, I suddenly wanted to say "Let's go greet summer dawns over the river!" Chorus × 2: The maple all curly and green, its leaves as if carved! I'm in love and abashed in front of you. The maple is green and curly, and curly and carved! But the swarthy woman, the Moldovan Said in mood: "For Moldovan partisans recruit a squad. Early the partisans left their homes. Same road now awaits you, to join them in the dense forest." Chorus × 2: The maple all curly and green, its leaves as if carved! Here, under the maple, we will part. The maple is green and curly, and all curly and carved! Then the swarthy, the Moldovan took the path into the forest. I was hurt that she left me without inviting accompany About the swarthy, the Moldovan I thought often in the nights … Then in the forest, of a sudden, I found my swarthy one in the ranks! Chorus × 2: The maple is curly and green, its leaves as if carved! Hello, my dear, my darling! The maple is green and curly, all curly and carved! |